# Brogyányi család

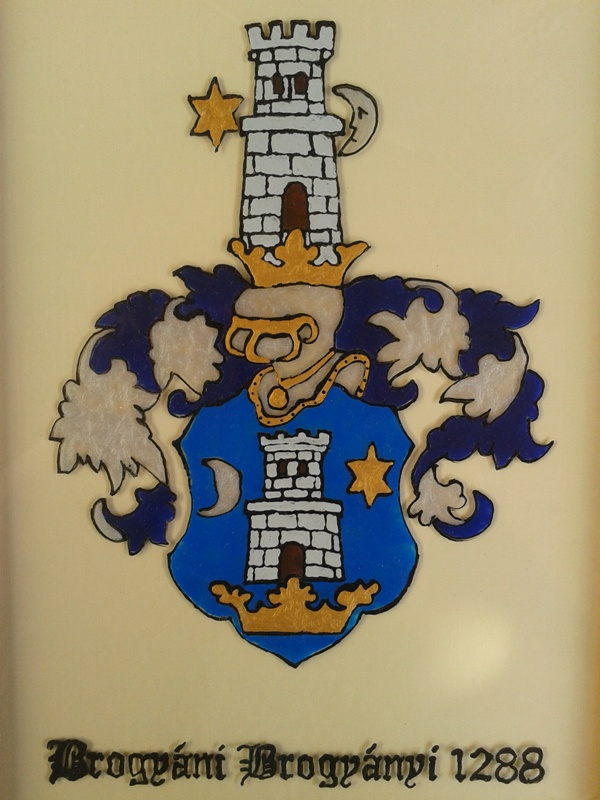
A Brogyányi család címere

Brogyányi család (néhol Brogyáni) a Bars vármegyei Brogyán településről származó nemesi család. A középkori oklevelekben a településnév Baragyan formában is előfordult.
Nemességük az Árpád korig vezethető vissza. 1408-ban Pál és Salamon új adományt kaptak Brogyánra, amit már ősidőktől fogva birtokolt a család. Salamon 1447-ben Bars vármegyei követ lett, míg fia János, Mátyás király udvari hivatalnoka volt. Brogyányi János Viszocsányi Gáspár lányával kötött házassága révén a Trencsén vármegyei Viszocsány községben telepedett le. Ez az ág később a Tarnóczy családdal került rokonságba.
Birtokoltak többek között Alsócsöllén, Alsókorompán, Ácson, Bástyánkán, Beznákfalván (Nyitradivék), Ispácán, Ószombaton, Szalakuszon.

## Neves családtagok
A családtagok számos tisztséget viseltek az évszázadok során a Nyitra vármegyei közigazgatásban.
- Brogyányi Gábor 1825-ben Trencsén vármegye másodalispánja és követe
- Brogyányi Lénárd 1836-ban Trencsén vármegye szolgabirója
- Brogyányi István, Bars vármegye garami járásának főszolgabírója 1842-től[7]
- Brogyányi Imre közbirtokos, főszolgabíró, 1848/49. országgyűlési képviselő
- Brogyányi Jenő (1830-1893) 48-as százados, megyei hivatalnok[8]
- Brogyányi Kálmán (1905-1978) művészeti író, művészettörténész, publicista
- Brogyányi Judit (1948-2006) műfordító, újságíró
- Brogyányi Jenő (1949) műfordító[9]
- Brogyányi Mihály pozsonyi helytörténész.

## Családfa

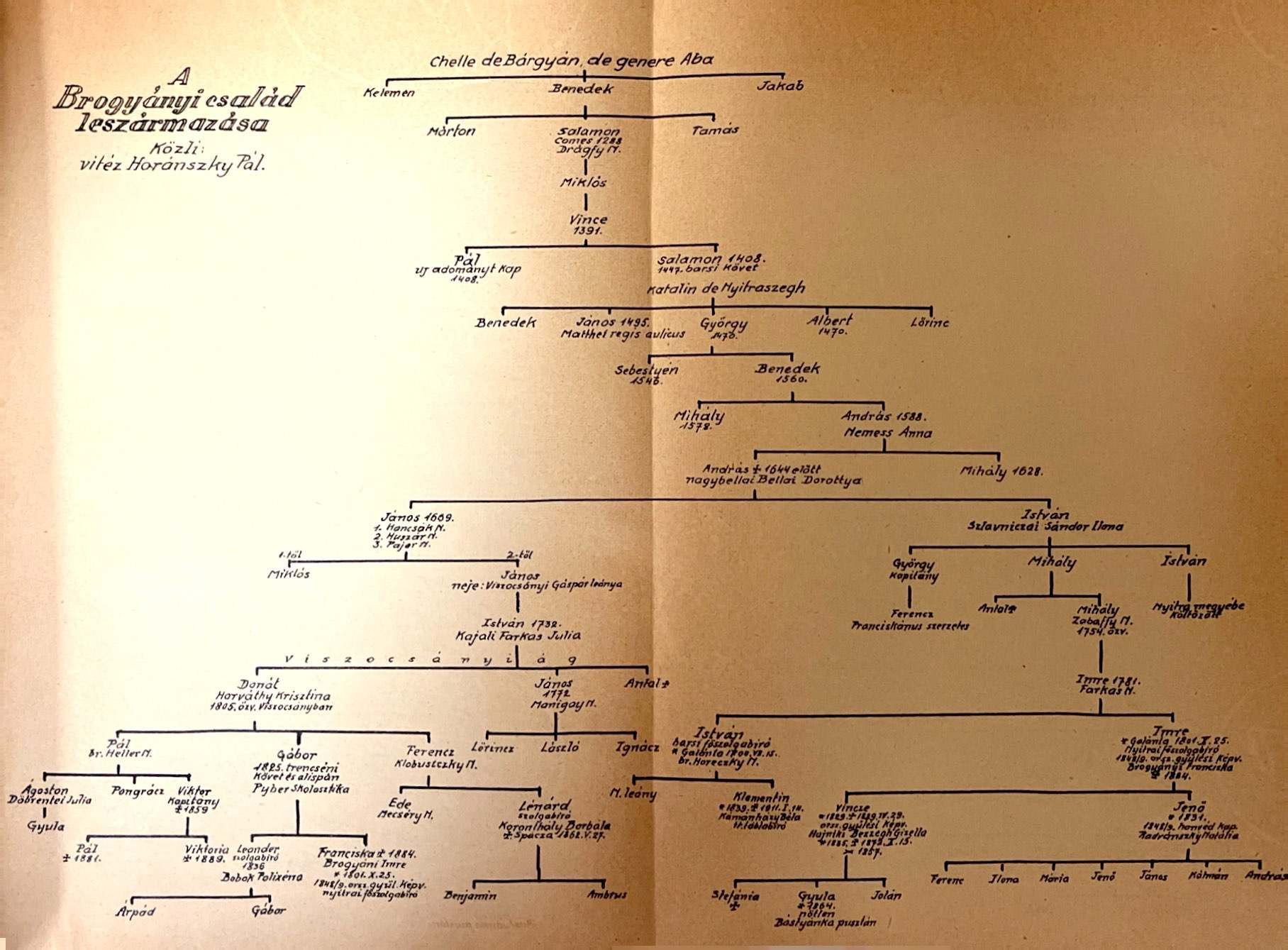
A Brogyányi család genealógiája

Horánszky Pál a Magyar családtörténeti szemlében (3, 1937, 87) közli a Brogyányi család leszármazását.